# Буддизм в Италии

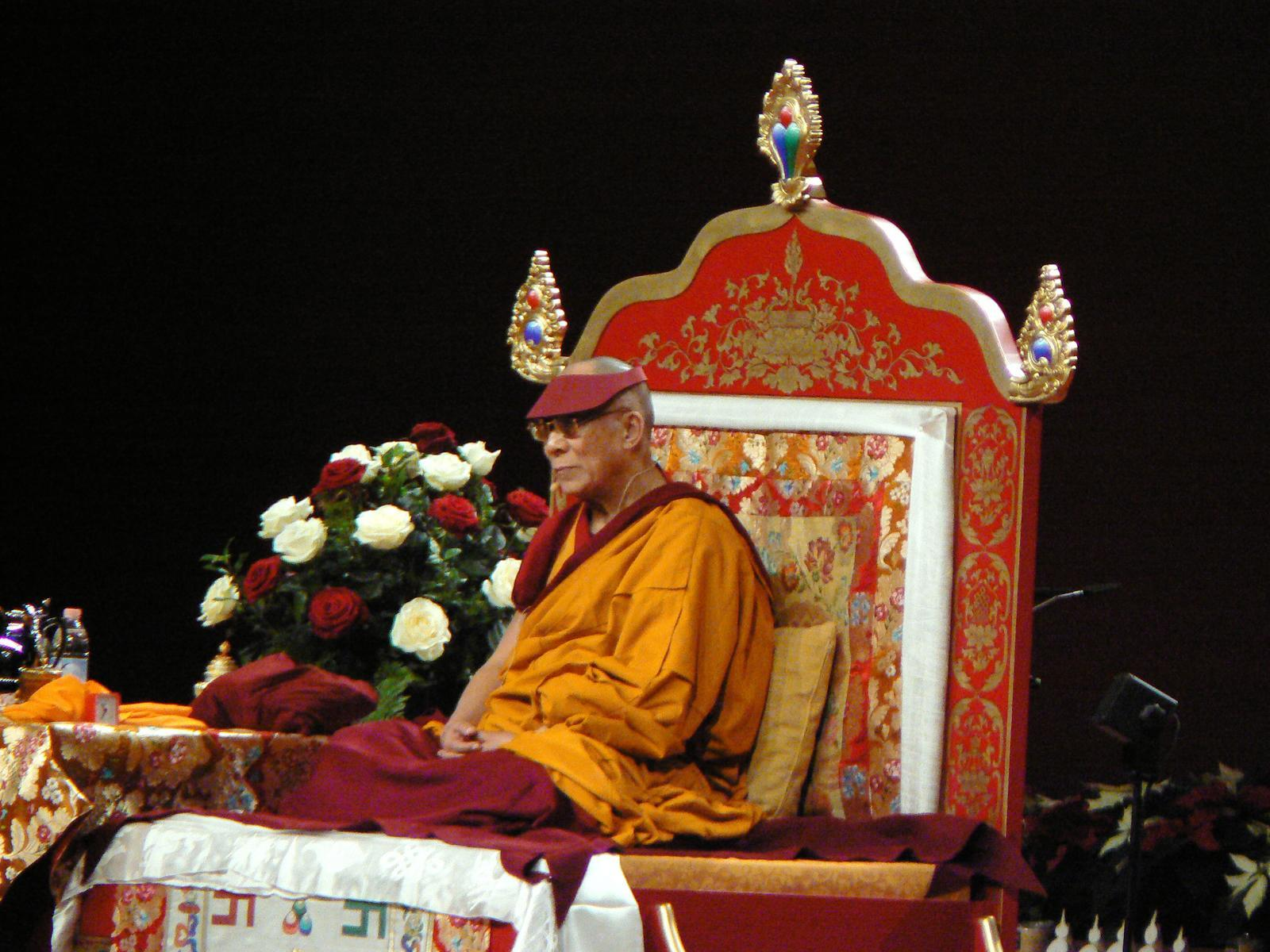
Четырнадцатый Далай-лама (на илл.: 7 декабря 2007 года в Милане) — частый гость в Италии. Он неоднократно приглашался Папой Римским принять участие в межрелигиозных событиях.
Он почётный доктор Римского университета 3 с 2006, почётный гражданин Рима и Венеции с 2009 года. Хронология его визитов в Италию:
2009 год: 8—10 февраля, 16—19 ноября
2007 год: 5—17 декабря
2006 год: 12—15 октября
2005 год: 29 июля — 2 августа
2004 год: 4—7 июня
2003 год: 25—29 ноября
2001 год: июня 27 — 2 июля, 29 ноября — 4 декабря
2000 год: июня 5-7
1999 год: 13—16 мая, 19—29 октября
1997 год: 8—12 сентября
1996 год: 16—21 мая
1994 год: 12—17 июня
1991 год: 29—31 августа, 25 октября
1990 год: 23 мая — 3 июня
1988 год: 12—14 июня
1986 год 25—30 октября
1982 год 27—28 сентября, 16—25 октября
1980 год: 8—10 ноября
1973 год: 29 сентября — 1 октября

Буддизм — третья по числу последователей религия в Италии, после христианства и ислама.

## Численность буддистов
Число буддистов в Италии устанавливается различно, от примерно 60 000 практикующих буддистов по оценке UBI (эта скромная оценка составляет около 0,1% населения, из них около 10 000 приверженцев буддизма — иммигранты из-за пределов Европейского Союза, ещё около 10 000 посещают буддийские центры и курсы по буддизму с перерывами) до 103 000 по оценке религиоведа Лионеля Обадии из Лионского университета 2.

## Организации
Буддизм в Италии представлен ассоциациями, среди которых выделяются «Итальянский буддийский союз» и «Итальянский институт буддизма Сока Гаккай». 
Ассоциация «Итальянский буддийский союз» (итал. Unione Buddhista Italiana; UBI) представляет итальянских последователей буддийских традиций  тхеравады, махаяны и ваджраяны, и является членом «Европейского союза буддистов». ИБС (UBI) был основан в Милане в 1985 году и получил признание президента Итальянской Республики в 1991 году. 
«Итальянский институт буддизма Сока Гаккай» (итал. Istituto Buddista Italiano Soka Gakkai; SGI-ITALIA) представляет последователей буддизма традиции Нитирэн. Он был основан в 1998 году и признан президентом Итальянской Республики и премьер-министром Италии в 2000 году.

## Тибетский буддизм
Благодаря востоковеду Джузеппе Туччи в Италии существует сильная школа буддологии, занимающаяся прежде всего исследованием тибетского буддизма, с центром в Институте Африки и Востока. По приглашению Дж. Туччи, в Италии с 1962 по 1992 год жил и преподавал Намкай Норбу, тибетский наставник традиции дзогчен. В 1977 году в Тоскане под эгидой ФПМТ был основан Институт Ламы Цонкапы, ставший одним из крупнейших буддийских образовательных учреждений в Европе.
Часто бывающий в Италии тибетский буддийский мастер и врач тибетской медицины лама Гангчен вызвал к жизни музыкальный коллектив «United Peace Voices», созданный в Италии благодаря встрече ламы с Алленом Гинзбергом и часто сопровождающий ламу в его западных поездках. В их альбоме «Zamling Shide» (Irma Records, 2002) в 2 композициях поёт мантры он сам.